# Alberto Nicolás Martínez
Alberto Nicolás Martínez (Moreno, Buenos Aires, Argentina, 13 de agosto de 1990) es un futbolista argentino, juega de mediocampista y actualmente es jugador de General Lamadrid.

## Trayectoria
Alberto hizo inferiores en Atlas, Vélez Sarsfield y Ferro Carril Oeste. Sin embargo debutó en el primer equipo de General Lamadrid en el año 2008, donde jugó hasta el 2013, cuando pasó a jugar por Deportivo Español.
Durante el 2014 vuelve a General Lamadrid solo por 6 meses, ya que para inicios del 2015 es contratado por San Telmo.
En la temporada 2017 firma por el Unión La Calera de Chile a préstamo. Al finalizar el campeonato su equipo ascendió la Primera División. Actualmente está a préstamo en Deportivo Riestra.

## Clubes
| Club              | País      | Año       |
| ----------------- | --------- | --------- |
| General Lamadrid  | Argentina | 2008-2012 |
| Deportivo Español | Argentina | 2013-2014 |
| General Lamadrid  | Argentina | 2014      |
| San Telmo         | Argentina | 2015-2017 |
| Unión La Calera   | Chile     | 2017      |
| Deportivo Riestra | Argentina | 2018-2022 |
| General Lamadrid  | Argentina | 2022-Act. |

## Palmarés

### Campeonatos nacionales
| Título    | Club             | País      | Año     |
| --------- | ---------------- | --------- | ------- |
| Primera C | General Lamadrid | Argentina | 2010-11 |
| Primera C | San Telmo        | Argentina | 2015    |
| Primera B | Unión La Calera  | Chile     | 2017-T  |